# Comuna de Stryszów
Stryszów (polaco: Gmina Stryszów) é uma gminy (comuna) na Polónia, na voivodia de Pequena Polónia e no condado de Wadowicki. A sede do condado é a cidade de Stryszów.
De acordo com os censos de 2004, a comuna tem 6700 habitantes, com uma densidade 145,5 hab/km².

## Área
Estende-se por uma área de 46,05 km², incluindo:
- área agricola: 62%
- área florestal: 28%

## Demografia
Dados de 30 de Junho 2004:
|                      | Total   | Total | Mulheres | Mulheres | Homens  | Homens |
| -------------------- | ------- | ----- | -------- | -------- | ------- | ------ |
|                      | pessoas | %     | pessoas  | %        | pessoas | %      |
| População            | 6700    | 100   | 3423     | 51,1     | 3277    | 48,9   |
| Densidade (pop./km²) | 145,5   | 100   | 74,3     | 74,3     | 71,2    | 71,2   |

De acordo com dados de 2002, o rendimento médio per capita ascendia a 1398,84 zł.

## Comunas vizinhas
- Budzów, Kalwaria Zebrzydowska, Lanckorona, Mucharz, Wadowice, Zembrzyce